# 林志梅
林志梅（1957年—），江苏如东人，汉族，中华人民共和国政治人物、第十二届全国人民代表大会江苏地区代表。
毕业于中央党校法学理论专业，加入中国共产党。2013年，被选为全国人大代表。